# Jennie Reed
Jennie Idell Reed (Bellevue, 20 de abril de 1978) es una deportista estadounidense que compitió en ciclismo en la modalidad de pista, especialista en las pruebas de velocidad, keirin y persecución por equipos.
Participó en tres Juegos Olímpicos de Verano, obteniendo una medalla de plata en Londres 2012, en la prueba de persecución por equipos (junto con Sarah Hammer, Dotsie Bausch y Lauren Tamayo), el séptimo lugar en Pekín 2008 (velocidad individual) y el décimo lugar en Atenas 2004, también en velocidad.
Ganó cuatro medallas en el Campeonato Mundial de Ciclismo en Pista entre los años 2004 y 2011.

## Medallero internacional
| Juegos Olímpicos   | Juegos Olímpicos         | Juegos Olímpicos  | Juegos Olímpicos        |
| Año                | Lugar                    | Medalla           | Competición             |
| ------------------ | ------------------------ | ----------------- | ----------------------- |
| 2012               | Londres (Reino Unido)    | Medalla de plata  | Persecución por equipos |
| Campeonato Mundial |                          |                   |                         |
| Año                | Lugar                    | Medalla           | Competición             |
| 2004               | Melbourne (Australia)    | Medalla de bronce | Keirin                  |
| 2008               | Mánchester (Reino Unido) | Medalla de oro    | Keirin                  |
| 2008               | Mánchester (Reino Unido) | Medalla de bronce | Velocidad individual    |
| 2011               | Apeldoorn (Países Bajos) | Medalla de plata  | Persecución por equipos |

1. ↑  Compitió en la ronda de clasificación.

## Palmarés
- 2005
  - Campeona de los Estados Unidos en velocidad 
  - Campeona de los Estados Unidos en keirin 
  - Campeona de los Estados Unidos en 500 m contrarreloj
- 2006
  - Campeona de los Estados Unidos en velocidad 
  - Campeona de los Estados Unidos en keirin 
  - Campeona de los Estados Unidos en 500 m contrarreloj 
  - Campeona de los Estados Unidos en velocidad por equipos
- 2007
  - Campeona a los Campeonatos Panamericans en keirin
  - Campeona de los Estados Unidos en velocidad 
  - Campeona de los Estados Unidos en keirin 
  - Campeona de los Estados Unidos en persecución por equipos
- 2008
  - Campeona del mundo de keirin
- 2010
  - Campeona de los Estados Unidos en madison 
  - Campeona de los Estados Unidos en scratch
- 2011
  - Campeona de los Estados Unidos en persecución por equipos
- 2012
  - Medalla de plata en los Juegos Olímpicos de Londres en persecución por equipos (con Sarah Hammer, Dotsie Bausch y Lauren Tamayo)

### Resultados en laCopa del Mundo
- 2004
  - 1.ª en la Clasificación general y en la prueba de keirin, en Mánchester
- 2007-2008
  - 1.ª en Los Ángeles, en keirin